# Пеликан (яйцо Фаберже)
Пеликан (Вдова) — это ювелирное яйцо, одно из пятидесяти двух императорских пасхальных яиц, изготовленных фирмой Карла Фаберже для русской императорской семьи. Яйцо было создано по заказу Николая II, который подарил его своей матери, вдовствующей императрице Марии Фёдоровне на Пасху 1898 года. В настоящий момент оно находится в собственности Виргинского музея изобразительных искусств.

## Дизайн
Яйцо было создано мастерами Фаберже Михаилом Перхиным с миниатюрами Иоганнеса Зенграфа. Оно было изготовлено из красного золота, бриллиантов, жемчуга, серой, розовой и опаловой синей эмали с акварелями на слоновой кости, а его подставка выполнена из разноцветного золота.
Данное яйцо одно из немногих, не имеющих эмалевого покрытия всей его поверхности. Оно покрыто гравированным красным золотом в стиле ампир и увенчано пеликаном из матовой серой, синей и розовой эмали. Пеликан, имеющий инкрустированные бриллиантами крылья, кормит своих детей в золотом гнезде, что символизирует материнскую заботу и любовь. На яйце выгравированы классические мотивы, памятные даты с 1797 по 1897 годы и надпись с обеих его сторон: «Посети виноградъ сей и вы живы будете».
Яйцо располагается на круглой золотой подставке состоящей из двух колец, украшенных орнаментами, и имеющей четыре ножки, увенчанные головами орлов c имперскими коронами и опирающимися на звериные лапы. Также, оно имеет красный бархатный чехол, что встречается всего лишь один раз среди всей серии императорских яиц.

## Сюрприз
Яйцо «Пеликан» стало памятным в знак 100-летнего (1797—1897 годы) патронажа благотворительных учреждений русскими императрицами. Учреждения, основанные в основном для обучения дочерей дворян, изображены на восьми овальных панелях, имеющих жемчужные рамки. Их можно увидеть после трансформации яйца на 8 частей, образующих ширму. Миниатюры нарисованы придворным художником Иоганнесом Зенграфом на слоновой кости. С обратной стороны миниатюр перечислены изображенные учреждения. «Девятая панель» служит исключительно как подставка для раскрытого яйца.
На панелях яйца изображены:
- Ксенинский институт (1894)
- Николаевский сиротский институт (1837)
- Патриотический институт (1827)
- Смольный институт (1764)
- Екатерининский институт (1798)
- Павловский женский сиротский институт (1798)
- Сиротский детский дом имени цесаревича Николая Александровича (1837)
- Елизаветинский институт (1808)[4]

## История
В силу того, что на яйце выгравированы даты «1797» и «1897», многие годы яйцо «Пеликан» относили к 1897 году, однако, согласно счёту Фаберже данное яйцо было подарено Николаем II Марии Фёдоровне на Пасху 1898 года.
В 1930 году, императорское яйцо Пеликан с 8 овальными миниатюрами стало одним из десяти ювелирных яиц, проданных конторой «Антиквариат» Арманду Хаммеру из Нью-Йорка. Хаммер демонстрировал яйца вместе с другими императорскими сокровищами на различных выставках на территории США. Между 1936 и 1938 годом оно было приобретено Лилиан Томас Пратт, женой президента General Motors Джона Пратта. После её смерти в 1947 году по завещанию яйцо было передано Виргинскому музею изобразительных искусств в Ричмонде. Оно до сих пор остаётся в открытой части экспозиции музея.